# Dendrobium vandoides
Dendrobium vandoides är en orkidéart som beskrevs av Rudolf Schlechter. Dendrobium vandoides ingår i släktet Dendrobium, och familjen orkidéer. Inga underarter finns listade i Catalogue of Life.